# Osiedle Krzeszowskie

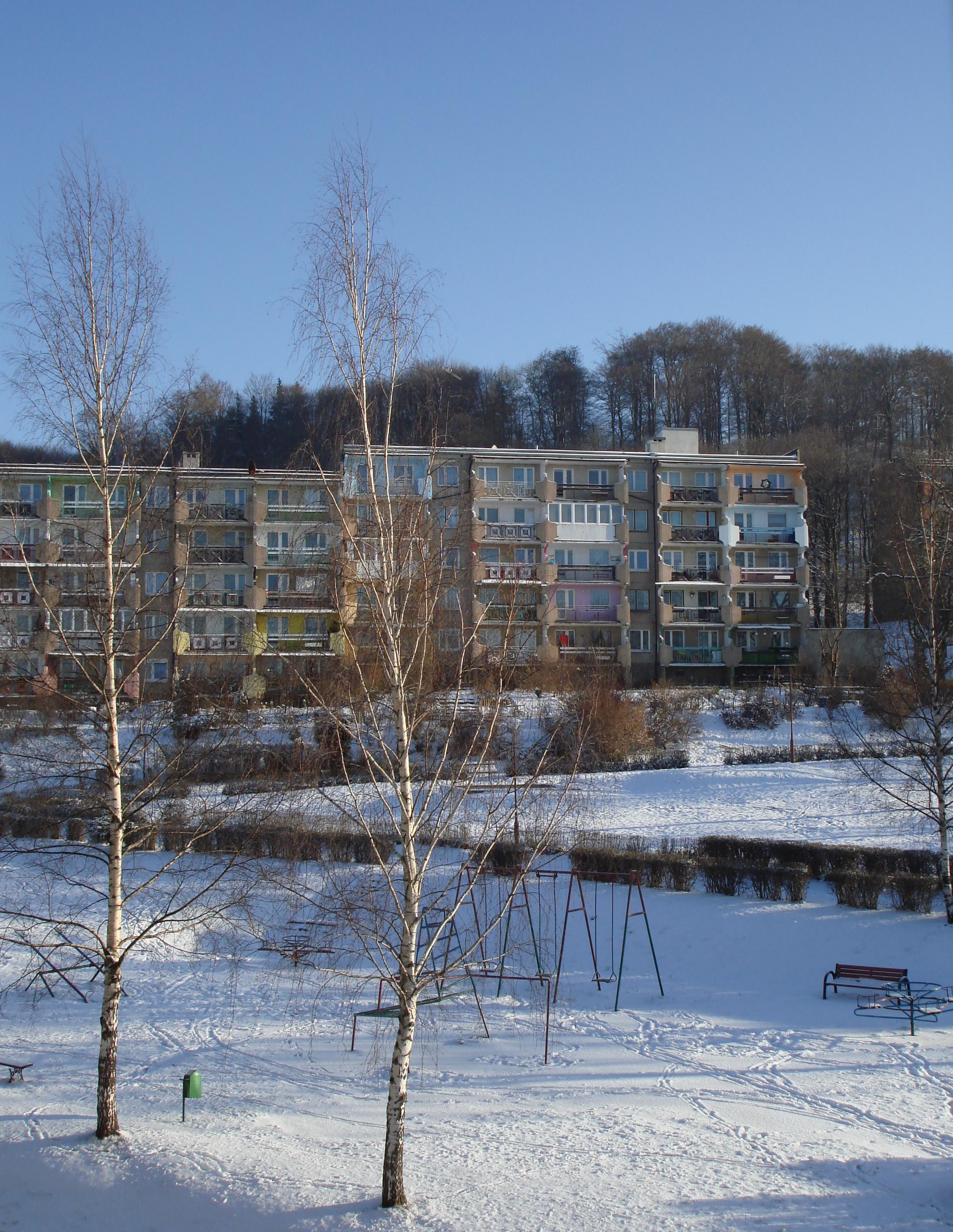
Kamienna Góra, Osiedle Krzeszowskie

Osiedle Krzeszowskie w Kamiennej Górze – osiedle mieszkaniowe w Kamiennej Górze położone we wschodniej części miasta w obrębie geodezyjnym 7, na stokach Bukowiny i Góry Sanatoryjnej wzniesień Czarnego Lasu w Górach Kamiennych.
Osiedle obejmuje ulice: Wałbrzyską, Tkaczy Śląskich, Krzysztofa Kamila Baczyńskiego, Krzeszowską. Zamieszkane jest przez ok. 4 tys. ludzi w budynkach wzniesionych w technologii wielkopłytowej.
Pierwszy blok mieszkalny wybudowano i zasiedlono w 1980 roku (przy ul. Tkaczy Śląskich). Wykonawcą budynków było Jeleniogórskie Przedsiębiorstwo Budownictwa Miejskiego. Administratorem osiedla jest Spółdzielnia Mieszkaniowa Szarotka.
Przy drodze wylotowej do Wałbrzycha (droga wojewódzka nr 367), przy ul. Wałbrzyskiej 27 znajduje się kościół parafii rzymskokatolickiej pw. Najświętszego Serca Pana Jezusa.